# Dammtjärnen (Lima socken, Dalarna, 676434-133735)
Dammtjärnen är en sjö i Malung-Sälens kommun i Dalarna och ingår i Göta älvs huvudavrinningsområde.